# Photoscotosia insularis
Photoscotosia insularis là một loài bướm đêm trong họ Geometridae.

## Hình ảnh

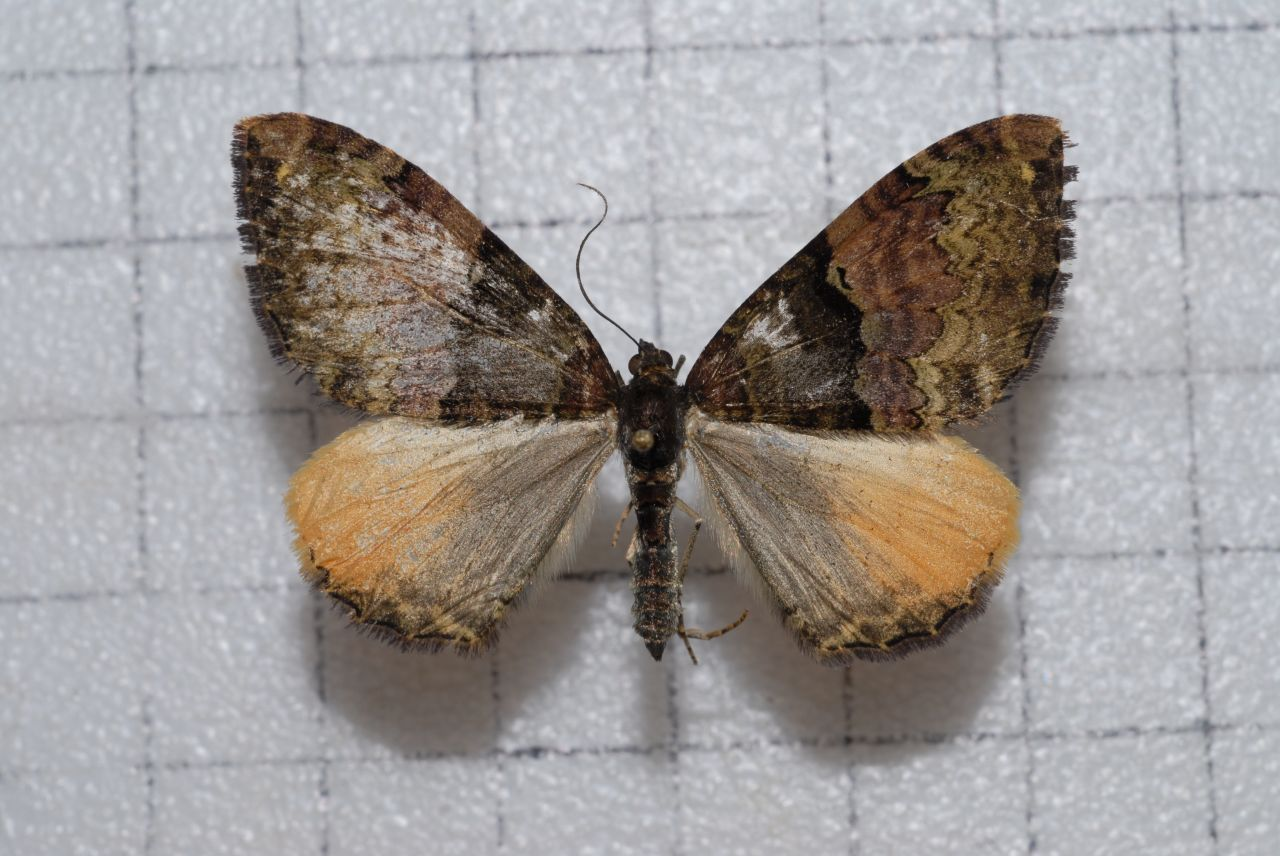
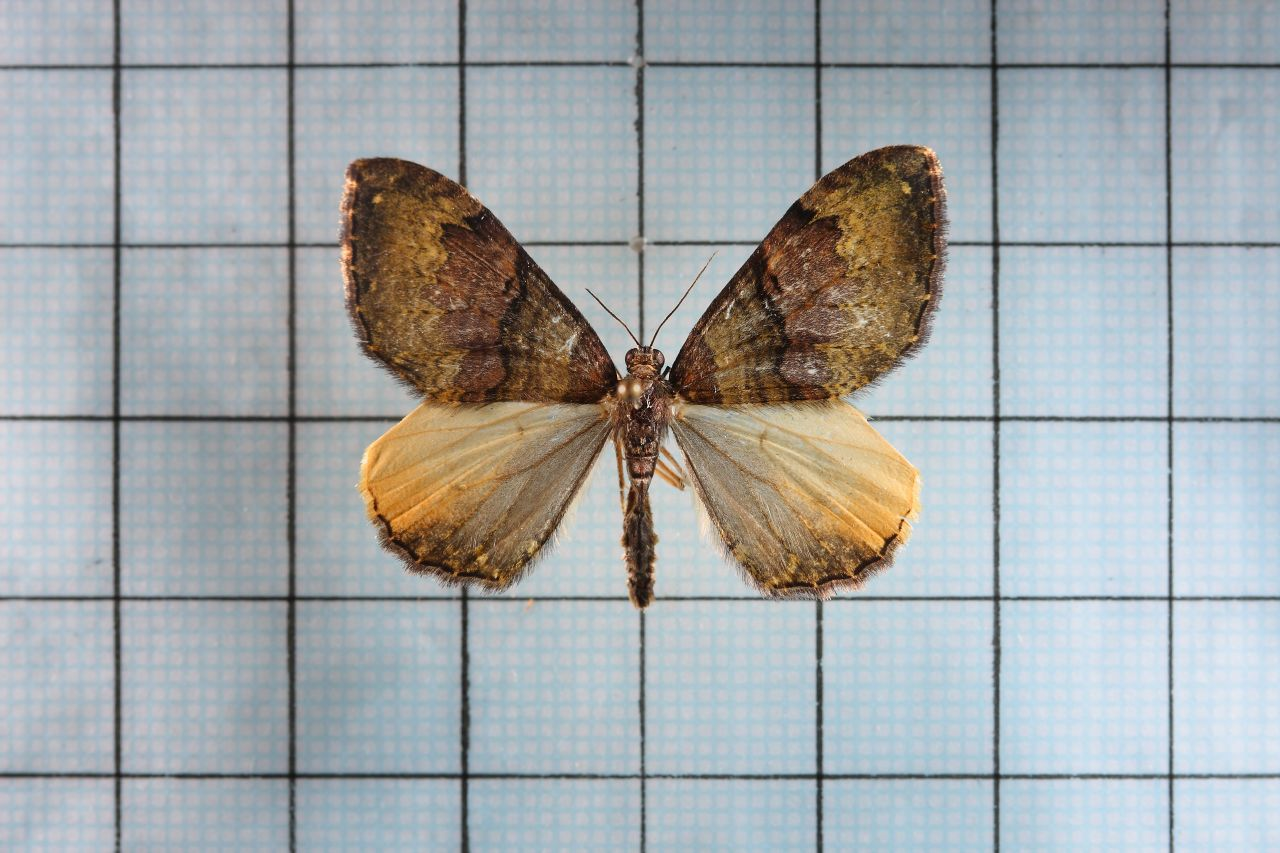
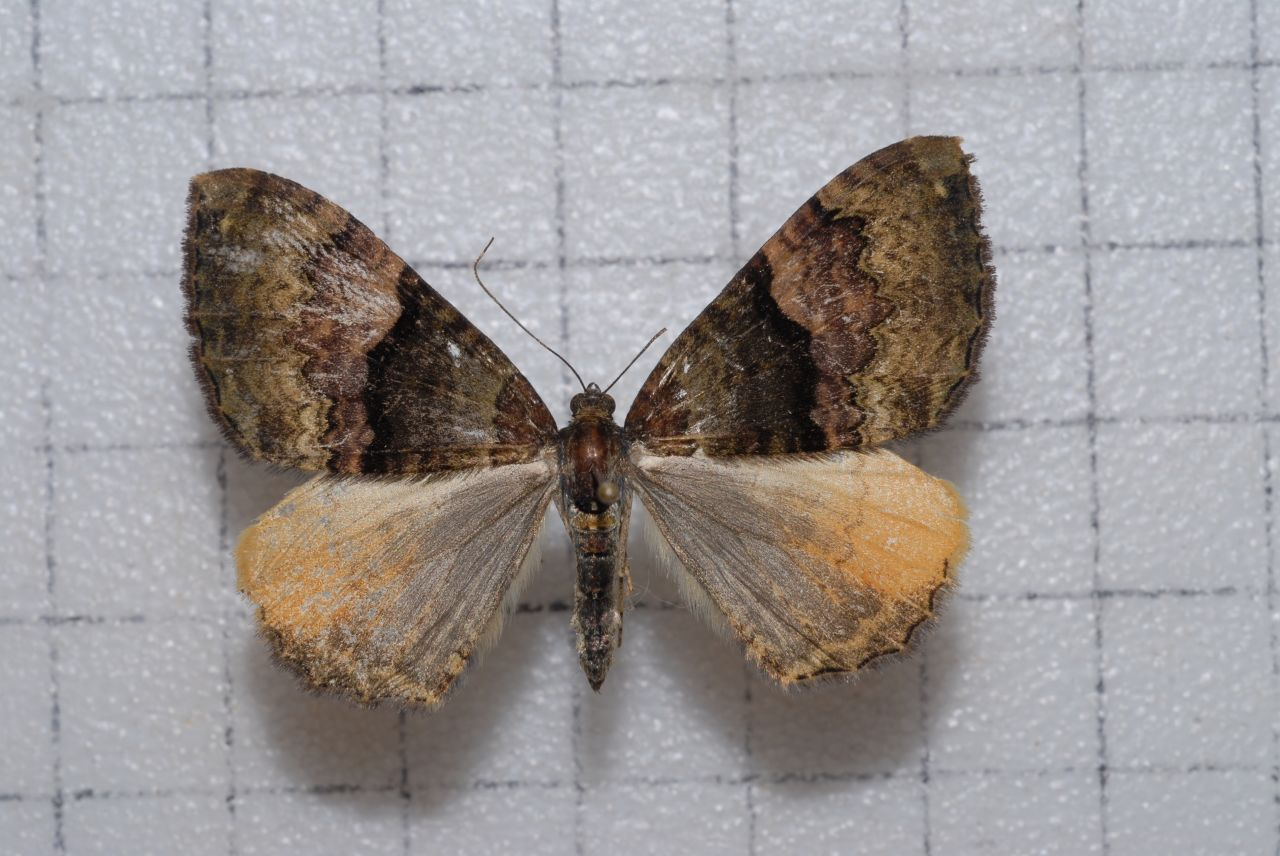